# Francesc Eiximenis
Francesc Eiximenis, pronuncia [fɾənˈsɛsk ɐʃiˈmɛnis] , (Girona, 1330 – Perpignano, 23 aprile 1409), è stato un religioso e scrittore catalano del XIV secolo.
Fu uno degli autori più letti, copiati, pubblicati e tradotti del Medioevo catalano e, perciò, uno di quelli che ebbero più influenza sia in ambito letterario, sia in ambito politico. Le sue opere erano lette attentamente da re come Pietro il Cerimonioso, regine come Maria de Luna, moglie di Martino l'Umano, da cavalieri, nobili e membri di quasi tutti i settori delle classi urbane.

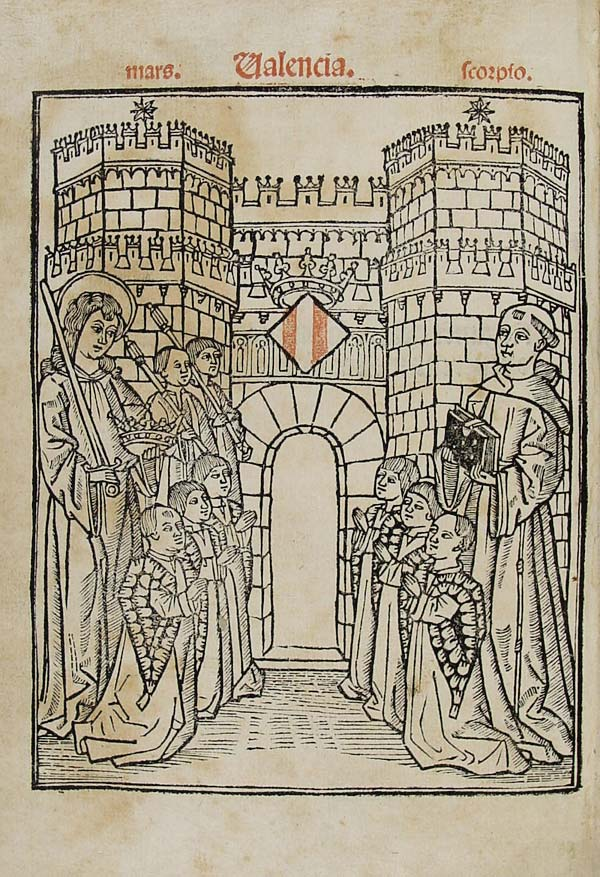
Foglio del titolo dell'incunabolo del Regiment de la Cosa Pública (Valencia, Cristòfor Cofman, 1499). Sulla destra si può vedere Francesc Eiximenis, che offre il suo libro ai sei jurats di Valencia inginocchiati dinanzi alle Torres dels Serrans.

## Biografia
Eiximenis nacque nel 1330 a Gerona, in Catalogna da una famiglia di commercianti introdotta nella casa reale. Entrò molto giovane nell'Ordine francescano. Dopo avere iniziato la propria formazione nelle scuole catalane del suo Ordine, studiò all'università di Oxford, forse a quella di Parigi, e a quella di Tolosa, dove nel 1374 ottenne il titolo di magister in Teologia. Ritornò quindi nella Corona d'Aragona, dove divenne un intellettuale di grande prestigio, in buone relazioni con la corte e con le città di Barcellona e Valencia. Scrisse la maggior parte dei suoi libri proprio a Valencia, dove risiedette tra il 1383 e il 1408 e divenne anche consigliere politico dei Giurati, gli amministratori della città. 
Devoto del Monte La Verna, soggiornò per un periodo anche a Roma; concesse dal papa avignonese Benedetto XIII, le bolle Eximiae devotionis e Dum sincere dell'agosto 1403, così come il suo pensiero e le sue scelte di vita rappresentano - come fu in Italia Paoluccio da Foligno - la prima osservanza o proto osservanza francescana nella Provincia d'Aragona.
Alla fine della sua vita venne nominato patriarca di Gerusalemme dal papa avignonese Benedetto XIII, ma siccome si trattava di un titolo ormai soltanto nominale (e per di più un altro vescovo, dell'obbedienza romana, aveva lo stesso titolo), gli vennero assegnate le rendite che spettavano al vescovo di Elne, città del Roussillon, che allora era parte della Catalogna.
Morì a Perpignano il 23 aprile 1409 e venne sepolto nel convento francescano di quella stessa città.
In un inventario che probabilmente doveva essere allegato al suo testamento, gli autori più rappresentati all'interno della sua biblioteca risultano essere i francescani inglesi Guglielmo di Ockham e Duns Scoto: evidente indizio dell'importanza che gli anni di studio ad Oxford continuarono ad avere per Eiximenis lungo tutta la sua vita.

## Opere
(Martí de Riquer)
Le opere di Eiximenis sono una finestra aperta sulle piazze, le strade, le officine e l'intimità delle dimore delle città medievali, e permettono così di conoscere meglio lo spirito di quell'epoca: per questa ragione, Eiximenis è stato definito dal filologo catalano Antoni Rubió i Lluch "il grande cronista della vita popolare del Medioevo catalano".
Le sue opere colpiscono anche per l'intensità, la ricchezza e la vitalità della lingua, abilissima nella riproduzione delle sfumature e delle modulazioni del parlato colloquiale, ma capace anche di confrontarsi con successo con le difficoltà della prosa speculativa o della letteratura devota e contemplativa. Eiximenis, inoltre, colpisce, come molti altri frati dediti alla predicazione popolare (si pensi al toscano Bernardino da Siena o al valenziano Vicent Ferrer), per il suo essere un abile narratore di storie, con una inventiva degna di nota e una fine ironia.
Le opere di Eiximenis in catalano giunte fino a noi sono:
- il Tractat d'usura (Trattato di usura) (1374?);
- l'enorme enciclopedia de Lo Crestià ("Il Cristiano", in catalano medievale), un ambizioso progetto di Summa in lingua volgare, che sfortunatamente rimase incompiuta: dei tredici previsti, Eiximenis scrisse soltanto i libri Primo (Primer, scritto nel 1379-1381, tratta dei fondamenti della religione cristiana), Secondo (Segon, 1382-1383, sulle tentazioni), Terzo (Terç, 1384, sul peccato) e Dodicesimo (Dotzè, 1385-1392, sulla politica ),
  - il Regiment de la cosa pública (Governo della repubblica) venne scritto da Eiximenis come trattato a sé stante intorno al 1382, e in seguito venne da lui inserito nel Dodicesimo Libro del Crestià, diventandone un trattato fondamentale;
- il Llibre dels àngels ("Libro degli angeli", 1392), trattato di angelologia in cui abbondano le riflessioni politiche[7];
- il Llibre de les dones ("Libro delle donne", 1387-1392), un manuale di educazione delle donne e nello stesso tempo una introduzione alla vita contemplativa;
- la Vida de Jesucrist ("Vita di Gesù Cristo", 1397-1406: il progetto iniziale prevedeva che fosse scritta in latino, ma poi Eiximenis la redasse in catalano), una biografia di Gesù Cristo ricca di annotazioni teologiche e di materiale contemplativo;
- la Scala Dei o Tractat de contemplació, anteriore al 1406, anno di morte della sovrana a cui è dedicato, ossia la regina Maria de Luna attenta lettrice di opere spirituali come il Liber di Angela da Foligno[8].

Tra le opere latine si segnalano:
- De Triplici Statu Mundi (scritto tra l'agosto del 1378 e il 1380), trattato di carattere profetico,
- Allegationes, un verdetto di arbitraggio,
- Ars praedicandi populo (1383), un manuale di omiletica;
- Pastorale (1398-1400), sulla formazione e il ministero dei preti,
- Psalterium alias Laudatorium Papae Benedicto XIII dedicatum (1404?), una raccolta di preghiere nello stile dei Salmi.
- Un frammento della sua Summa Theologica.

Altre due opere in passato erano attribuite ad Eiximenis: una Doctrina compendiosa, e un'esposizione molto elementare dei principi della fede cristiana (con un'ampia sezione contro la magia, l'astrologia e la divinazione), che porta il titolo di Cercapou.
Una buona prova del successo di Eiximenis è rappresentata dai duecento manoscritti che si conservano ancora oggi delle sue opere. Lo Psaltiri devotíssim fu l'incunabolo di tirata più alta di tutta la stampa catalana, con duemila esemplari stampati, più del doppio delle due edizioni del Tirant lo Blanch messe insieme (Valencia 1490 e Barcellona 1497).
La diffusione internazionale della sua opera è indicata, per citare solo due esempi, dal Livre des saints anges in lingua d’oïl e la versione castigliana della Vita Christi. Il Livre des saints anges, traduzione francese del Llibre dels àngels, non solo fu un bestseller della stampa francese dei secoli XV e XVI, ma anche il primo libro stampato a Ginevra (1478). La Vita Christi in castigliano ebbe il privilegio di essere il primo libro stampato, nel 1496, nella Granada appena conquistata dai Re cattolici.

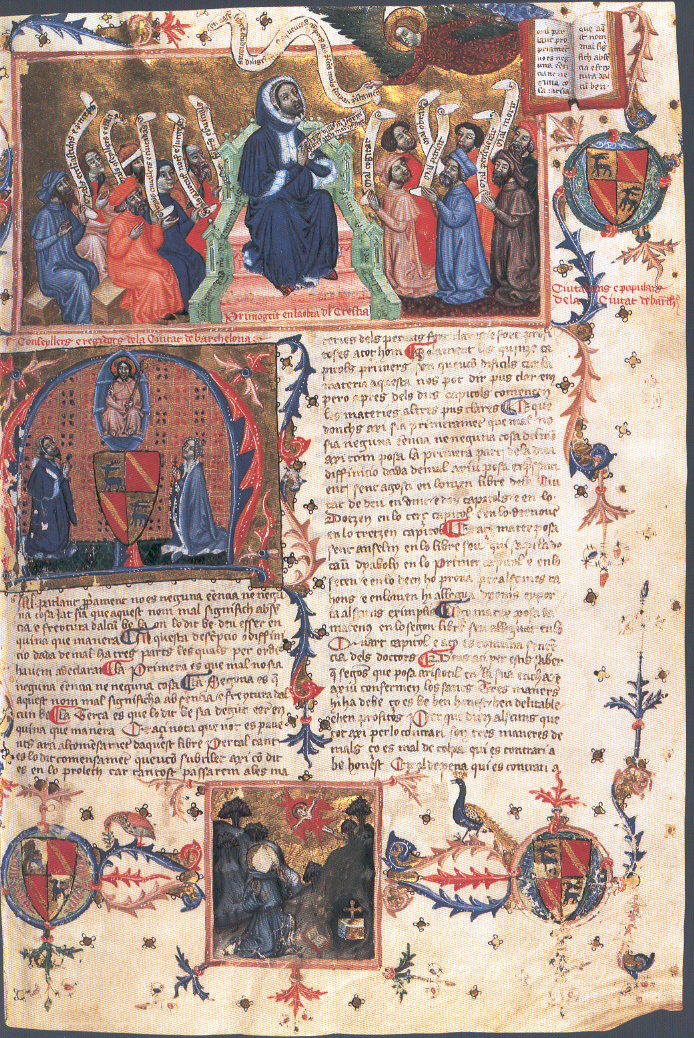
Inizio del Terç del Crestià nel manoscritto 1792 della Biblioteca Nazionale di Madrid. Questo manoscritto comprende i capitoli 1-523 di quest'opera, che ha in tutto 1060 capitoli.

## Apocalittica e millenarismo nelle opere di Eiximenis
Quasi tutte le opere di Eiximenis furono scritte durante il grande scisma d'Occidente (1378-1417), un periodo di profonda crisi religiosa causata dalla divisione della chiesa latina tra due o addirittura tre papi.
In questi anni proliferò per tutta Europa la letteratura profetica e visionaria, ed Eiximenis non rimase al margine di questo movimento. Ammiratore di Arnaldo da Villanova e lettore di francescani spirituali come gli occitani Pietro di Giovanni Olivi e Giovanni di Rupescissa, Eiximenis alimentò con le proprie opere le speranze millenariste nella venuta di una nuova epoca che, secondo il Dotzè del Crestià, avrebbe dovuto incominciare intorno al 1400 ed essere caratterizzata da una radicale riforma della chiesa, dalla conversione degli Ebrei e degli altri infedeli, e dalla caduta di quasi tutte le monarchie, esclusa quella francese. In alcuni passi delle sue opere anteriori al 1391 Eiximenis manifesta una esplicita simpatia per il modello politico comunale, in particolare nella sua realizzazione italiana. Secondo il francescano, l'inizio del periodo di rinnovamento e di pace sarebbe coinciso con lo stabilimento, in tutto il mondo, di ciò che egli chiamava, seguendo Rupescissa, la "giustizia popolare" (justícia popular).
È molto probabile che sia le sue idee millenariste sia le sue dottrine politiche abbiano avuto qualche influsso nelle sommosse antigiudaiche e nelle rivolte urbane che nell'estate del 1391 attraversarono tutte le città della costa occidentale del Mediterraneo (da Murcia a València, Barcellona, Città di Maiorca, Gerona, Perpignano e Montpellier). Per questa ragione, verso la fine del 1391, Eiximenis dovette aggiungere al Dotzè, sotto pressione del re Giovanni il Cacciatore, una ritrattazione delle sue proposte profetiche e millenariste. L'anno seguente, inoltre, attenuò il radicalismo delle sue dottrine politiche relazionate con il pattismo nel Llibre dels àngels.
Malgrado queste ritrattazioni e rettifiche, però, le idee millenariste e le dottrine politiche "repubblicane" di Eiximenis continuarono ad esercitare il loro influsso, anche dopo la morte del francescano. Agli inizi del XVI secolo la lettura degli scritti di Eiximenis fu una delle fonti ispiratrici delle Germanies di València e probabilmente anche del movimento dei Comuneros castigliani.
La vena contemplativa di Eiximenis, a volte molto legata all'ispirazione profetica, continuò a suscitare interesse, anche per le sue affinità con la Devotio moderna, tra i lettori della fine del XV secolo e dell'inizio del XVI. Questo interesse è riscontrabile sia nelle terre della Corona d'Aragona, sia in Francia, Castiglia, o addirittura nelle Fiandre, dove nel 1518 si diede alle stampe una traduzione fiamminga del Llibre dels àngels.

## Pensiero politico
Soprattutto quando tratta argomenti di carattere politico, Eiximenis, pur seguendo le linee proprie della scuola francescana, soprattutto Duns Scoto, presenta una dottrina politica originale. È il caso, per esempio, della riformulazione del pattismo che Eiximenis presenta nel dodicesimo libro del Crestià, la sua grande enciclopedia politica.
Fino ad allora, il pattismo catalano era stato una "pratica" piuttosto che una "teoria"; Eiximenis, al contrario, seppe dare una base teorica alla forma di governo che fino ad allora era stata praticata. Secondo lui, il potere civile, o laico, non proviene da Dio, ma da un patto primordiale tra i membri della società, che scelgono una forma di governo (che non deve essere necessariamente la monarchia), dei princípi di azione politica e dei governanti, i quali è vero che detengono il potere, ma sono anche sottomessi all'obbligo di rispettare i principi stabiliti nella comunità. Se i governanti non rispettano questi patti, i sudditi hanno il diritto, e il dovere, di esigere che le autorità politiche adempiano a quest'obbligo, e se ancora non avviene il cambio di azione politica reclamato, hanno anche il diritto di deporre i governanti e persino di optare per altre forme di governo.
Nelle pagine del "Dodicesimo" del Crestià Eiximenis presenta dunque una teoria contrattuale dell'origine del potere civile, una teoria che non ammette il tirannicidio, però ammette la possibilità di deporre il principe, o l'uomo di governo, che si dimostri incapace di rispettare quei patti che gli hanno permesso di accedere al potere. Si noti in questo senso la profonda differenza tra questo sistema di pensiero e quello che, un secolo dopo, Nicolò Machiavelli elaborerà nelle sue opere, e in particolare nel Principe.
Nei suoi scritti affronta temi di diritto e politica monetaria, spingendosi a teorizzare la condanna per lesa maestà dello stesso principe che, al pari del falsificato, avesse indebolito l'affidabilità e il valore intrinseco (bonitas intrinseca) dello strumento di pagamento, a detrimento della fiducia in esso riposta e della prosperità dei commerci.

## Eiximenis e gli Ebrei
Nell'anno 1391 in tutti i territori confederati nella Corona d'Aragona si registrò la già citata ondata di sollevamenti popolari con una chiara connotazione antigiudaica. È probabile che in queste tensioni anche Eiximenis abbia giocato un ruolo: il re stesso inviò ad Eiximenis delle lettere, chiedendo conto delle sue affermazioni scritte all'interno del Dotzè del Crestià; il francescano chiese perdono ed eliminò i capitoli "pericolosi", affermando che aveva riportato alcuni vaticini sull'imminenza della conversione degli Ebrei al cristianesimo soltanto allo scopo di documentare le dicerie che circolavano.
Tutto ciò portò alcuni studiosi (tra cui, per esempio, lo storico tedesco-israeliano Yitzhak Baer) ad iscrivere il nome di Francesc Eiximenis tra i campioni dell'antisemitismo medievale.
Di fatto, anche a proposito delle relazioni tra cristianesimo ed ebraismo come su altre tematiche, Eiximenis cambiò atteggiamento più di una volta nella sua vita e nei suoi scritti.
Nel "Primo" del Crestià, il pensiero di Eiximenis a proposito del giudaismo rimane nel quadro della teologia tradizionale, con la dottrina del rifiuto totale degli Ebrei da parte di Dio dopo la morte di Gesù Cristo. Nel "Dodicesimo", invece, al di là dei capitoli apocalittici poi espunti, Eiximenis mantiene un atteggiamento più "morbido" nei confronti degli Ebrei, riconoscendo loro un posto nella vita politica e sociale di allora e giungendo persino ad affermare che gli Ebrei avessero dei veri e propri "diritti" (Eiximenis parla di ver dret, "vero diritto", per esempio alla proprietà dei loro beni o a non vedere i propri figli battezzati contro la loro volontà). Questa affermazione era abbastanza innovativa, visto che fino ad allora teologi e giuristi erano propensi ad affermare che gli Ebrei avessero dei "privilegi", concessi dal sovrano, ma non dei veri "diritti".

## Genealogia episcopale
La genealogia episcopale è:
- Cardinale Andouin Aubert
- Papa Urbano V
- Cardinale Anglic de Grimoard, O.S.B.
- Pseudocardinale Jean Flandrin
- Patriarca Francesc Eiximenis, O.F.M.